# Jack Lummus
Andrew Jackson Lummus Jr. (Contea di Ellis (Texas), 22 ottobre 1915 – Iwo Jima, 8 marzo 1945) è stato un militare statunitense, insignito della Medal of Honor alla memoria nel corso della seconda guerra mondiale.

## Biografia
Nacque il 22 ottobre 1915 nella Contea di Ellis, Texas, ultimo di quattro figli di Andrew Jackson e Laura Francis all'interno di una fattoria di cotone.
Frequentò la Ennis High School dal settembre 1931 al maggio 1934, distinguendosi nel football universitario e nell'atletica leggera. Ammalatosi abbandonò gli studi prima dell'inizio dell'ultimo anno e non frequentò nessuno dei due semestri. Terminò gli studi liceali al Texas Military College di Terrell, con una borsa di studio per meriti sportivi di due anni ottenendo molti riconoscimenti nel football e nel baseball.
Conseguì il diploma il 28 maggio 1937, ricevendo offerte di borse di studio dalla Baylor University e dalla Tulane University. Si iscrisse alla Baylor University di Waco il 14 settembre 1937, con indirizzo di studi in educazione fisica e specializzazione in storia. Giocò come difensore dell'All-Southwest Conference Center per tre anni, nel 1939, 1940 e 1941 in squadre che terminarono le stagioni al terzo posto, ed era considerato il miglior difensore centrale che avesse mai giocato per la Baylor.
Nel football americano giocò in prima linea indossando la maglia n. 53, e per due anni consecutivi fu nominato dall'Associated Press nella squadra All-America e nel 1938 ottenne la menzione d'onore All-American della NEA.
Prima di lasciare la Baylor University, firmò un contratto nella Minor League Baseball con i Wichita Falls Spudders e un contratto da giocatore con i New York Giants della National Football League.
Il 26 maggio 1941 un reclutatore dell'United States Army Air Corps venne a scuola e, come risultato di questa visita, lui e altri 25 studenti si arruolarono nell'aeronautica militare e si iscrissero a una scuola di volo civile. Mentre aspettava che l'US Army Air Corps lo chiamasse, abbandonò inspiegabilmente la Baylor University dove presto si sarebbe laureato in educazione fisica e i suoi risultati accademici mostravano voti soddisfacenti. Dopo aver abbandonato l'università si unì alla Classe D degli Spudders nella West Texas–New Mexico League. Giocò a destra e a centrocampo, ed il 6 luglio 1941 giocò la sua 26ª e ultima partita con gli Spudders. In quelle 26 partite, aveva una media di battuta di 257. L'aeronautica militare lo chiamò per l'addestramento ed egli si recò a Hicks Field, 40 miglia a nord-ovest di Fort Worth, per iscriversi alla scuola di volo autorizzata dall'esercito ma gestita da civili. Durante il suo primo volo da solista, eseguì il piano di volo ed atterrò senza errori. Durante il rullaggio sulla pista, tuttavia, tagliò accidentalmente una recinzione con la punta dell'ala venendo allontanato dalla scuola di volo.
Si recò poi nel ritiro dei New York Giants a Superior (Wisconsin), ed essendo uno dei 30 giocatori che facevano parte del roster dei Giants, indossava il numero 29. Aveva firmato come free agent e riceveva uno stipendio mensile di 100 dollari. Fece parte della squadra come esordiente giocando nove partite.
Il 7 dicembre 1941, i Giants affrontarono i loro acerrimi rivali, i Brooklyn Dodgers. Verso l'intervallo, il ticker dell'Associated Press nella sala stampa diffuse un messaggio che diceva: "Aerei identificati come giapponesi hanno attaccato la base navale americana a Pearl Harbor". I giocatori continuarono la partita senza sapere nulla dell'attacco. I Giants persero ma giocarono contro i Chicago Bears nella finale del campionato NFL 1941 persa 37 a 9.

### La carriera militare
Dopo la fine del campionato si arruolò nella US Marine Corps Reserve il 30 gennaio 1942. Dopo aver terminato l'addestramento basico presso il Mainside Recruit Training Center di San Diego, in California, fu assegnato a Camp Elliott, 10 miglia a nord di San Diego, dove si unì ai Devildogs, il club di baseball del Corpo dei Marines di San Diego.
Nel maggio 1942 fu inviato come poliziotto militare nel trafficato porto marittimo di Mare Island. Lì si unì a un altro club di baseball. Il 10 giugno fu promosso soldato semplice di prima classe e il 14 agosto caporale. Il 18 ottobre entrò nella Scuola di Formazione Ufficiali di Quantico, in Virginia, uscendone il 18 dicembre con il grado di sottotenente. Il suo primo incarico come ufficiale fu a Camp Elliott, in California, dove prestò servizio come istruttore nella scuola di fanteria.  Nel giugno 1943 fu rimandato in California e assegnato ai Marine Raiders d'élite a Camp Pendleton. Quando i Marine Raiders furono sciolti, fu assegnato al 27º Reggimento della 5ª Divisione Marines.
Nel gennaio 1944 fu assegnato, come ufficiale esecutivo, alla compagnia G, 2º Battaglione, 27º Reggimento Marines. Quando la denominazione della compagnia fu cambiata in Compagnia F nel marzo di quell'anno, divenne comandante della compagnia. L'11 agosto 1944 si imbarcò sulla USS Henry Clay a San Diego, e arrivò a Hilo, nelle Hawaii sette giorni dopo assegnato a Camp Tarawa, fuori Waimea. In ottobre fu riassegnato alla Compagnia Comando all'interno dello stesso battaglione e partecipò ad una esercitazione di sette giorni a bordo della LST 756 dal 10 al 17 gennaio 1945. Dopo quattro mesi di addestramento, la 5ª Divisione Marines, al comando del maggiore generale Keller E. Rockey, fu assegnata al V Amphibious Corps per partecipare alla conquista dell'isola di Iwo Jima. Il 17 gennaio egli si imbarcò sulla USS Highlands e sbarcò a Saipan l'11 febbraio. Quello stesso giorno salì nuovamente a bordo della LST 756.
La sua compagnia fece parte della prima ondata di truppe americane a sbarcare a Iwo Jima il 19 febbraio 1945. Toccò terra sulla spiaggia conosciuta come Red One alle 9 del mattino. Lui e il suo plotone trascorsero le successive due settimane a combattere senza interruzione i giapponesi trincerati. Il suo compito iniziale era quello di ufficiale di collegamento per il secondo battaglione, individuando obiettivi sulle pendici del monte Suribachi per attacchi aerei e di artiglieria. Il 6 marzo gli fu affidato il comando del terzo plotone di fucilieri della Compagnia E. L'8 marzo il suo plotone stava conducendo l'assalto finale contro un obiettivo a est di Kitano Point, vicino al confine settentrionale dell'isola. Nonostante le lievi ferite riportate a causa dell'esplosione delle granate, distrusse tre posizioni nemiche ben fortificate e posizionate per difendersi a vicenda, che impedivano al suo plotone di raggiungere il suo obiettivo. In seguito a questa azione calpestò una mina rimanendo ferito a morte, con la perdita di entrambe le gambe. Mentre giaceva a terra, incitò il suo plotone fino a che non fu portato in un posto di soccorso dove disse al medico Thomas M. Brown: "Bene, dottore, i New York Giants hanno perso un brav'uomo oggi". Trasferito all'ospedale da campo divisionale subì un intervento chirurgico ad opera del dottor Howard Stackhouse, suo amico, e una trasfusione di 18 litri di sangue, ma morì sul tavolo operatorio per le ferite interne. Fu sepolto nel lotto cinque, fila 13, tomba 1.244 nel cimitero della 5ª Divisione. Il suo corpo è stato successivamente riesumato e trasferito al Myrtle Cemetery di Ennis. Sua madre ricevette la Medal of Honor alla memoria durante le cerimonie tenutesi a Ennis, in Texas, nel Memorial Day del 1946. A consegnare l'onorificenza a nome del Congresso degli Stati Uniti d'America fu il contrammiraglio Joseph James "Jocko" Clark.

### Fonti
1. 1 2  Naval History and Heritage Command.
2. 1 2 3 4 5 6 7 8 9 10 11 12 13 14 15 16 17 18 19 20 21 22 23 24 25 26 27 28 29 30 31  Marine Corps University.
3. 1 2  Valor Military Times.
4. 1 2 3 4 5 6 7 8 9 10 11 12 13 14 15  Nationalww2museum.
5. 1 2 3 4 5 6 7 8 9 10 11 12 13 14 15 16 17 18 19 20 21  Jack Lummus Memorial Site.